# 日本ねじ工業協会
一般社団法人日本ねじ工業協会（にほんねじこうぎょうきょうかい、英文名称The Fasteners Institute of Japan、略称・FIJ）は、日本のねじ業界の業界団体。元経済産業省所管。

## 概要
- 本部所在地 - 〒105-0011 東京都港区芝公園3-5-8 機械振興会館508号　TEL:03-3434-5831 FAX:03-3434-0546
- 会長 - 椿省一郎（株式会社互省製作所）
- 設立 - 1960年（昭和35年）12月2日
- 会員数 - 正会員152（うち、協同組合5）、賛助会員45

## 活動内容
1. ねじ製造技能資格検定制度に関すること
2. ねじ製造業従事者の能力評価の方法、人材育成及びスキル向上に関すること
3. ねじ製品の生産等に関する調査及び統計に関すること
4. ねじ製造関連図書等の斡旋販売に関すること
5. ねじ製造に関する規格制定に関すること
6. ねじ製造業の国際協調及び競争力強化に関すること
7. ねじ製造業の発展に関すること
8. 製品別ねじの研究に関すること
9. ねじ製造企業の労務及び福利厚生に関すること
10. ねじに関連する広報に関すること
11. 関係団体との協調連絡
12. ねじ製造業に関する行政施策に関する協力
13. その他本会の目的を達成するために必要な事業